# Fal·làcia de Hoyle
La fal·làcia de Hoyle, coneguda també com a «analogia del tornado a la botiga del ferroveller», és l'anàlisi estadística aplicada per Fred Hoyle als orígens de l'evolució, en la qual compara la probabilitat que evolucioni la vida cel·lular a la probabilitat que passi un tornado per la botiga d'un ferroveller i hi munti un avió funcional. Altres persones ja havien fet observacions similars abans que Hoyle, fins i tot en temps de Darwin.

## Analogia
Segons l'anàlisi de Hoyle, la probabilitat que evolucionés la vida cel·lular era d'aproximadament 1 entre 1040000. Digué:
| « | La probabilitat que haguessin sorgit formes de vida superiors d'aquesta manera és comparable a la probabilitat que un tornado que passa per una botiga de ferroveller munti un Boeing 747 a partir dels materials que s'hi troben. | » |

Aquest comentari plasmava l'opinió que ja havia expressat en altres obres:
| « | Entre altres coses, la vida tal com la coneixem depèn de com a mínim 2.000 enzims diferents. Com podrien les forces cegues del mar primordial arribar a ajuntar els elements químics apropiats per formar enzims? | » |

## Detalls
La fal·làcia de Hoyle deriva d'arguments que arribaren al zenit de la seva popularitat durant la dècada del 1920, abans de la síntesi evolutiva moderna, i que són rebutjats pels biòlegs evolutius. El primer pas consisteix a establir que l'espai de fases que conté una certa entitat biològica (per exemple, humans, cèl·lules funcionals, l'ull, etc.) és enorme. Aquest fet no es discuteix. La fal·làcia de Hoyle rau en el fet d'inferir a partir de la gran mida de l'espai de fases que la probabilitat que l'evolució resultés en l'entitat és extremament baixa. A vegades, els arguments que fan servir la fal·làcia de Hoyle també recorren una suposada «llei de Borel» que afirma erròniament que els esdeveniments molt improbables mai no es produeixen (en realitat, si tots els resultats possibles d'un procés natural són molt improbables, aleshores és segur que es produirà un resultat improbable). La llei de Borel autèntica és la llei forta dels grans nombres, però els creacionistes han agafat una afirmació senzilla feta per Borel en obres sobre la teoria de la probabilitat que escrigué cap al final de la seva vida i l'han anomenat «llei de Borel». En realitat, aquesta llei és el límit de probabilitat universal, que té sentit des d'un punt de vista matemàtic però és axiomàticament incorrecte quan se l'intenta aplicar a l'evolució. El límit de probabilitat universal assumeix que l'esdeveniment que s'intenta mesurar és completament aleatori, cosa que fan servir alguns per «demostrar» que és impossible que s'hagi produït l'evolució, car la probabilitat que això passés seria molt inferior al límit de probabilitat universal. Tanmateix, es tracta d'un raonemant fal·laç, car l'evolució no és un fenomen completament aleatori (deriva genètica), sinó que és influïda per l'acció de la selecció natural.
La fal·làcia de Hoyle es pot comparar al teorema dels micos infinits, que és més antic, però aplicant-lo a la bioquímica cel·lular en lloc de les obres de William Shakespeare. La fal·làcia diu que la probabilitat que una proteïna arribés a una seqüència funcional d'aminoàcids és massa baixa perquè aquest fet es produeixi purament a l'atzar. Hoyle calculà que era comparable a la probabilitat que un tornado passés per una botiga de ferroveller i per casualitat muntés un Boeing 747 a partir dels materials que s'hi trobessin.
L'argument no té en compte la diferència entre la complexitat pròpia dels éssers vius, que són capaços de reproduir-se (cosa que els permet esdevenir més complexos amb el pas del temps) i la complexitat pròpia dels objectes inanimats, que són incapaços de transmetre canvis reproductius (com per exemple les parts que formen un Boeing 747). Com que no es té en compte aquesta diferència, la comparació no té sentit.
Com diu Ian Musgrave a Lies, Damned Lies, Statistics, and Probability of Abiogenesis Calculations («Mentides, maleïdes mentides, estadístiques i calculacions de la probabilitat de l'abiogènesi»):
| « | Aquesta gent, incloent-hi en Fred, comet un o més dels errors següents. 1. Calculen la probabilitat que es formi una proteïna «moderna», o fins i tot un bacteri complet amb totes les proteïnes «modernes», completament a l'atzar. Aquesta perspectiva no té res a veure amb la teoria de l'abiogènesi. 2. Assumeixen que existeix un nombre fix de proteïnes, amb seqüències fixes per cada proteïna, que són indispensables per la vida. 3. Calculen la probabilitat d'assajos seqüencials en lloc de calcular la d'assajos simultanis. 4. No acaben d'entendre el que representa un càlcul de probabilitat. 5. Subestimen el nombre d'enzims/ribozims funcionals existents en un grup de seqüències aleatòries. | » |

## Anàlisi
La fal·làcia de Hoyle es basa a ignorar totes les característiques d'un espai de successions llevat de la mida. Es confonen dos elements: la probabilitat d'aconseguir una «primera seqüència» (l'abiogènesi o una funció nova) i la probabilitat d'arribar a qualsevol altre punt (l'evolució). Es pot il·lustrar aquest fet analitzant l'argument de Hoyle en relació amb la mioglobina. Qualsevol seqüència d'elements repetits (com ara l'ADN o les proteïnes) genera un espai de successions amb un nombre n de posicions i un nombre v de valors a cada posició de possibilitats vn. Així doncs, una «màquina generadora d'aminoàcids a l'atzar» té una probabilitat de 20-153 de formar mioglobina, que és una proteïna de 153 aminoàcids. Això només tindria sentit des d'una perspectiva evolutiva si el nombre de mioglobines funcionals presents en aquest espai de successions fos exactament 1. A més, qualsevol espai amb vn elements inclou tots els espais d'ordre inferior: {{''v<sup>n-1, n-2, n-3'' ...</sup>},{''(v-''1'')<sup>n, n-1 ...</sup>''} ... }. Una anàlisi probabilística ha de tenir en compte l'espai més petit que contingui una mioglobina funciona. A priori no es pot acceptar ni n=153 ni v=20 com a requisits mínims.
En realitat, la funció de la mioglobina és una propietat de la proteïna plegada, no de la seqüència d'aminoàcids en si. El plegament proteic és determinat pels aminoàcids en un espai tridimensional. Alguns grups funcionals clau han d'estar suspesos en una orientació espacial molt específica, però moltes seqüències diferents poden servir de carcassa per sostenir-los. Fins i tot una configuració imperfecta pot ser millor que la seva precursora, mentre que l'evolució adaptativa és capaç de conduir processos aleatoris envers l'optimització. Si existeixen múltiples seqüències funcionals i gradients adaptatius, aleshores la mida total d'un espai de successions delimitat per una sol exemple modern no imposa cap límit superior a la probabilitat d'assolir una configuració funcional.
Es desconeixen la seqüència mínima d'una mioglobina funcional, les distribucions de seqüència funcional dins de l'espai total i el benefici adaptatiu de les seqüències variants dins dels organismes. Resulta impossible calcular la probabilitat real de generar una mioglobina funcional sense aquestes dades.

## Recepció
Els biòlegs evolutius rebutgen la fal·làcia de Hoyle, car, tal com digué el difunt John Maynard Smith, «cap biòleg no creu que les estructures complexes sorgeixen en un sol pas». La síntesi evolutiva moderna explica l'evolució de les estructures cel·lulars analitzant els passos intermedis necessaris per la vida precel·lular. Els arguments creacionistes ignoren aquests passos intermedis, cosa que els fa sobreestimar la improbabilitat del procés complet.
L'argument de Hoyle és un pilar de les crítiques de l'evolució per part dels que defensen el creacionisme, el disseny intel·ligent i l'ortogènesi, entre d'altres. Richard Dawkins l'ha titllat de fal·làcia a les seves obres The Blind Watchmaker («El rellotger cec») i Climbing Mount Improbable («L'escalada del Mont Improbable»). Dawkins argüeix que l'existència de Déu, que en els usos teístics de l'argument de Hoyle és designat implícitament com a responsable de l'origen de la vida, és molt més improbable que l'origen espontani de la vida, fins i tot tenint en compte les assumpcions de Hoyle. Dawkins explica el seu contraargument a The God Delusion («La il·lusió de Déu»), on descriu Déu com a l'estratègia del Boeing 747 definitiva.